# Математика в Україні
Початки математики на землях сучасної України йдуть з доісторичних часів. 
В часи Київської Русі на землях сучасної України вже використовували певні відомості з арифметики та геометрії.
У 1576 засновано Острозьку академію, де викладали традиційні для середньовічної Європи сім вільних наук, які включали арифметику і геометрію.
У 1659 році заснована Києво-Могилянська академія, в якій до ординарних класів належала математика (курси включали алгебру, геометрію, оптику, діоптрику, фізику, гідростатику, гідравліку, архітектуру, механіку, математичну хронологію). Викладання вищої математики у академії започаткував Феофан Прокопович.
Математика викладалась на філософському факультеті Львівського університету від його заснування у 1661 році. Окрему кафедру математики в університеті відкрито у 1744 році.
Математична наука у Східній Україні стала розвиватися із заснуванням університетів — у Харкові (1805), Києві (1834), Одесі (1865), які мали фізико-математичні відділи.
У 1844 році відкрито Технічну академію у Львові, У 1875 році засновано Чернівецький університет.
У 1873 році у Львові створено Наукове товариство імені Шевченка, що мало Математично-природознавчо-лікарську секцію.
У 1879 створено Харківське математичне товариство. 
У 1889 — Київське фізико-математичне товариство.
У 1918 році урядом Скоропадського засновані Українська академія наук і Дніпропетровський університет, який мав фізико-математичний факультет.
У 1920-30 роках сформувалась Львівська математична школа.

### Наукові установи математичного спрямування в НАН України
- Інститут математики НАН України створено 13 лютого 1934 року.
- Інститут прикладної математики і механіки НАН України — засновано згідно з постановою Ради Міністрів УРСР від 21 травня 1965 року № 493 та постановою Президії АН УРСР від 8 липня 1965 року № 181 як Донецький обчислювальний центр. Постановою Президії АН УРСР від 15 травня 1970 року № 155 центр перейменовано в Інститут прикладної математики і механіки.
- Інститут прикладних проблем механіки і математики імені Я. С. Підстригача НАН України — Львівський філіал математичної фізики Інституту математики Академії наук України був заснований у 1973 році на базі математичного та фізичного факультету фізико-механічного інституту НАН України. Дослідну частину інституту формував Ярослав Підстригач, академік НАН України. У 1978 р філіал перетворено в Інститут прикладних проблем механіки і математики АН України.
- Центр математичного моделювання Інституту прикладних проблем механіки і математики ім. Я.С. Підстригача НАН України.
- Науково-виробничий Центр з інформаційних проблем територій Інституту прикладних проблем механіки і математики ім. Я.С.Підстригача.
- Міжнародний математичний центр ім. Ю.О. Митропольського НАН України.
- Математичне відділення Фізико-технічного інституту низьких температур ім. Вєркіна НАН України.